# ロベルト・バンドワール
ロベルト・バンドワール（ Robert Van De Walle, 1954年5月20日 - ）はベルギー・オーステンデ出身の柔道選手。現役時代は95kg級の選手。身長187cm。

## 人物
ジュニアの頃から長い間トップレベルで活躍していた選手であり、1980年モスクワオリンピックでは金メダルを獲得している。また、自分の階級である95kg級のみならず、無差別の大会にもしばしば出場して好成績を残す。1992年バルセロナオリンピックでは3回戦で敗れるも、38歳にして出場を果たした。同じベルギー出身のIOC会長であるジャック・ロゲとも親しい間柄にあると言われている。

## 主な戦績
軽重量級での戦績
- 1971年 - ヨーロッパカデ選手権　3位
- 1972年 - オランダ国際　3位
- 1972年 - イギリス国際　2位
- 1973年 - 世界軍人選手権大会　無差別　2位
- 1974年 - オランダ国際　優勝
- 1974年 - 世界ジュニア　2位
- 1974年 - ドイツ国際　3位
- 1976年 - ヨーロッパ選手権　2位

95kg級での戦績
- 1977年 - ヨーロッパ選手権　95kg級　2位　無差別　3位
- 1977年 - ドイツ国際　3位
- 1978年 - フランス国際　3位
- 1978年 - オランダ国際　2位
- 1978年 - イギリス国際　優勝
- 1978年 - ヨーロッパ選手権　3位
- 1979年 - フランス国際　3位
- 1979年 - 東ドイツ国際　優勝
- 1979年 - ヨーロッパ選手権　95kg級　2位　無差別　3位
- 1979年 - プレオリンピック大会　2位
- 1979年 - 世界選手権　95kg級　2位　無差別　5位
- 1980年 - オランダ国際　優勝
- 1980年 - ヨーロッパ選手権　95kg級　3位　無差別　優勝
- 1980年 - モスクワオリンピック　優勝
- 1981年 - ソ連国際　3位
- 1981年 - ヨーロッパ選手権　95kg級　3位　無差別　5位
- 1981年 - 世界選手権　95kg級　2位　無差別　3位
- 1983年 - オランダ国際　優勝
- 1983年 - イギリス国際　優勝
- 1983年 - ヨーロッパ選手権　95kg級　3位　無差別　2位
- 1983年 - 世界選手権　95kg級　3位　無差別　3位
- 1983年 - アメリカ国際　95kg級　優勝　無差別　3位
- 1984年 - ソ連国際　2位
- 1984年 - ハンガリー国際　優勝
- 1984年 - ヨーロッパ選手権　95kg級　2位　無差別　3位
- 1985年 - ヨーロッパ選手権　優勝
- 1985年 - オーストリア国際　2位
- 1985年 - 世界選手権　3位
- 1986年 - フランス国際　優勝
- 1986年 - ハンガリー国際　優勝
- 1986年 - ヨーロッパ選手権　優勝
- 1986年 - 嘉納杯　2位
- 1986年 - アメリカ国際　優勝
- 1987年 - ドイツ国際　優勝
- 1987年 - ヨーロッパ選手権　3位
- 1988年 - チェコ国際　優勝
- 1988年 - イギリス国際　優勝
- 1988年 - ヨーロッパ選手権　3位
- 1988年 - ソウルオリンピック　3位
- 1989年 - オーストリア国際　優勝
- 1989年 - 世界選手権　3位
- 1992年 - ハンガリー国際　2位
- 1992年 - チェコ国際　3位
- 1992年 - バルセロナオリンピック　7位